# Caro-Petschek-Prozess

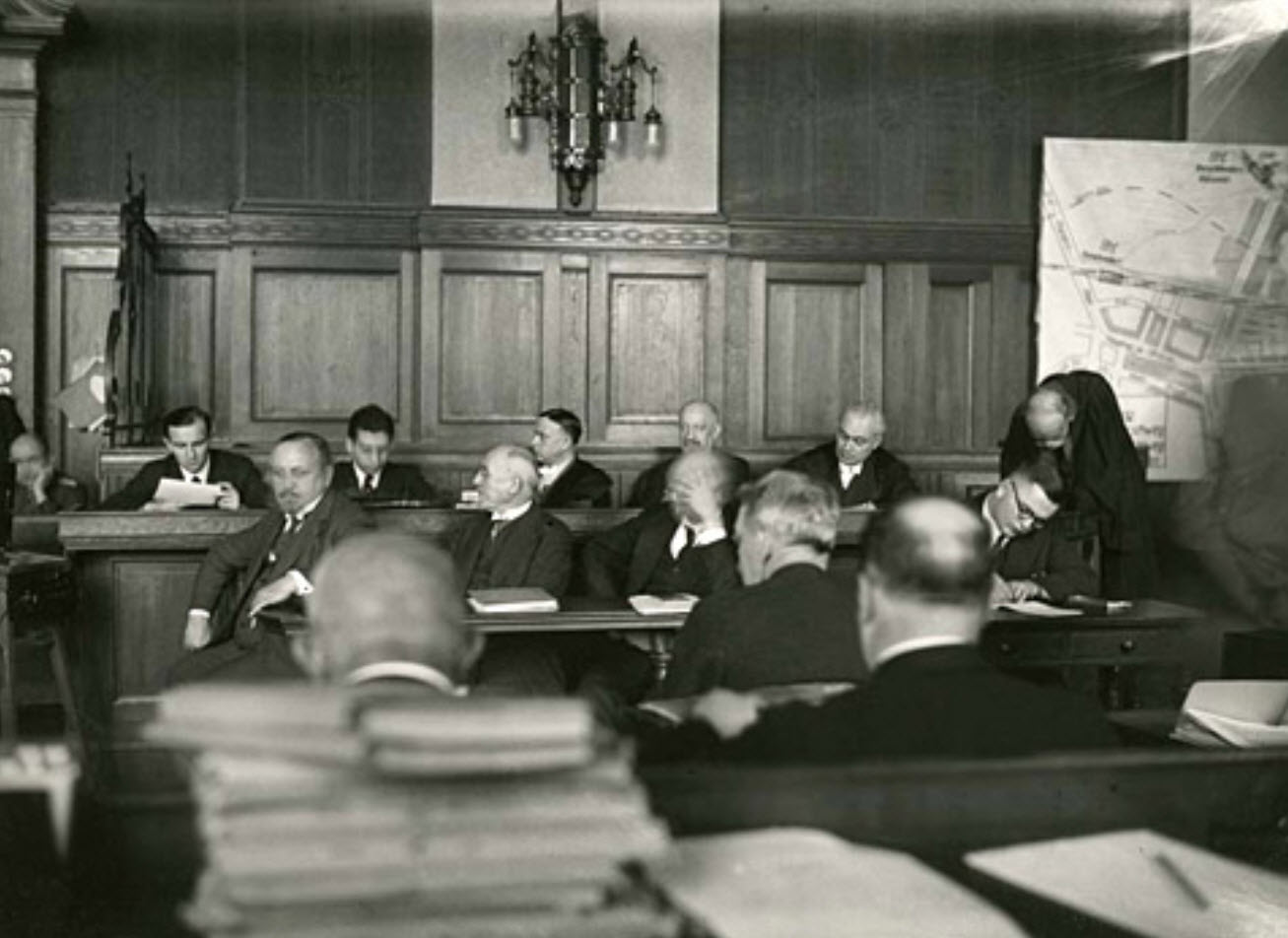
Foto vom Caro-Petschek-Prozess; im Hintergrund die prominent besetzte Verteidigerbank: Ganz rechts (vorgebeugt) Wolfgang Heine, neben ihm Rudolf Dix, dann der Angeklagte Nikodem Caro und (nach rechts blickend) Max Alsberg

Der Caro-Petschek-Prozess war einer der aufwändigsten Strafprozesse in der Endphase der Weimarer Republik. Wider alle Vernunft eskalierte ein absurder Familienstreit zwischen den jüdischen Industriellen Nikodem Caro und Ignaz Petschek zu einem aufsehenerregenden Kriminalfall und schürte in weiten Teilen der Bevölkerung das Misstrauen in die Weimarer Justiz. Das Verfahren dauerte vom 6. Juni 1932 bis zum 23. Dezember 1932.
In der heutigen Rechtswissenschaft gilt der Fall als Lehrbeispiel, wie sich ein banaler privater Konflikt zu einem „Ewigkeitsprozess“ auswachsen kann, wenn sehr reiche Menschen, getrieben von Rache und vertreten von exzellenten Anwälten, es auf eine Eskalation anlegen und das Gericht nicht willens oder nicht in der Lage ist, die Beweisaufnahme auf das Notwendige zu beschränken.

## Vorgeschichte
Nikodem Caro (1871–1935) war ein in Łódź (damals Lodz) geborener angesehener Erfinder, promovierter Chemiker, mehrfacher Ehrendoktor und Ehrensenator, Professor, Generaldirektor der Bayerischen Stickstoff-Werke AG, Aufsichtsratsmitglied in 23 weiteren Unternehmen und Ehrenbürger von 17 Städten. Gemeinsam mit Adolph Frank hatte er im Jahr 1895 ein Verfahren zur industriellen Herstellung von Kalkstickstoff entwickelt und im selben Jahr ein Patent für die Synthese von Cyaniden erhalten. Während des Ersten Weltkriegs war Caro an der Giftgasforschung beteiligt und erwarb mit der Produktion von Stickstoff ein großes Vermögen. Im Jahr 1920 wurde er Geheimer Regierungsrat, Sachverständiger im Ausschuss für Handelspolitik des Reichstags und Generalkonsul für Bulgarien. Er war deutscher Staatsbürger, lebte seit seiner Jugend in Berlin-Dahlem und besaß Zweitwohnsitze unter anderem in Trostberg, Piesteritz und Zürich. Sein einziges Kind war die im Jahr 1896 in Berlin geborene Vera Deborah Caro.
Ignaz Petschek (1857–1934) war ein in Kolin geborener Braunkohlenindustrieller. Er lebte in Aussig, das wie ganz Böhmen bis zum Jahr 1918 zu Österreich-Ungarn gehörte, und hatte vier Söhne, darunter den in Teplitz geborenen Chemiker Dr. Ernst Petschek (1887–1956). Nach der Washingtoner Erklärung wurden alle Familienangehörigen tschechoslowakische Staatsbürger. Die Petscheks waren eine der reichsten jüdischen Familien Europas. Sie beherrschten 50 % der europäischen Kohlenerzeugung. Im mitteldeutschen Revier und ostelbischen Revier lag der Anteil bei 70 %. Unter anderem kontrollierte die Familie maßgeblich das Mitteldeutsche Braunkohlen-Syndikat.
Nikodem Caro und Ignaz Petschek lernten sich während des Ersten Weltkriegs im Dezember 1916 im Zug von Berlin nach Wien kennen. Caro zeigte ein Foto seiner unverheirateten 20-jährigen Tochter Vera und Petschek ein Foto seines ebenfalls ledigen 28-jährigen Sohnes Ernst, der zu dieser Zeit bei der k.u.k. Armee an der Front kämpfte. Kurz nach dem Kennenlernen der beiden Väter schickte Vera Caro dem jungen Petschek ein „Liebesgabenpaket“ nebst langem Brief ins Feld. Im Sommer 1917 lernten sich die beiden im Beisein ihrer Eltern in Karlsbad kennen. Noch im selben Jahr wurde die Verlobung bekanntgegeben. Als Mitgift sollen 400.000 Mark (nach heutiger Kaufkraft etwa 1.200.000 EUR) vereinbart worden sein, die im Falle einer Trennung zurückzuzahlen waren.
Nikodem Caro erklärte später vor Gericht, dass er die Ehe „gestiftet“ habe, weil er eine „gute Partie“ für seine Tochter wollte. Auch Ignaz Petschek soll in den Kolonnaden von Karlsbad gesagt haben, dass „die Vermählung von Stickstoff und Braunkohle“ seinen finanziellen Interessen entgegenkäme. Diese Äußerung Petscheks gelangte nach Bekanntgabe der Verlobung in die Presse und fand sich später bei der Berichterstattung über den Prozess in vielen Zeitungen wieder. Die Hochzeit fand am 26. November 1918 in Berlin statt. Aus der Ehe gingen zwei Kinder hervor, die Tochter Anneliese (1920–2010) und der Sohn Ernst Peter Nikodem (1924–1976).
Ende der zwanziger Jahre geriet die Ehe unter sehr unerfreulichen Begleitumständen in die Krise, wodurch auch die Freundschaft der Schwiegerväter in die Brüche ging. Noch im Juni 1927 hatte Nikodem Caro zu Ignaz Petscheks 70. Geburtstag die Festrede gehalten. Die Scheidung erfolgte im Herbst 1928. Ein Trennungsgrund soll die permanente Forderung von Ignaz Petschek nach einer „Kompagnie von Enkeln“ gewesen sein. Nikodem Caro gab später zu Protokoll: „Ignaz Petschek war nach außen hin ein Mensch von großem Charme, und ich glaube, meine Tochter war vielleicht mehr in ihn verliebt als in ihren Mann.“ Ernst Petschek liebte seine Kinder sehr und zahlte nach der Trennung freiwillig einen Unterhalt in Höhe von monatlich 70.000 RM (nach heutiger Kaufkraft etwa 300.000 Euro).
Parallel dazu legte Nikodem Caro im September 1928 die „bisher von ihm innegehabten Aufsichtsratsmandate bei den Gesellschaften des Petschek-Konzerns, insbesondere bei der Eintracht und den Niederlausitzer Kohlenwerken“ nieder.

## Streitgegenstand
Nach Angabe von Nikodem Caro setzten die Petscheks nach der Trennung mehrere Detektive auf ihn und seine Tochter an und versuchten mit Hilfe eines bestochenen Portiers die Kinder zu entführen. Zudem soll sich „ein mit Geschick ausgesuchter, hübscher, blonder junger Mann an seine Tochter herangemacht haben“, um im Auftrag der Petscheks die Sittlichkeit und Tugend der frisch geschiedenen Frau zu diskreditieren. In der Folge verlegte Caro den Sitz seines Konsulats in seine Dahlemer Villa, wodurch das Anwesen exterritorial wurde.
Die eigentliche juristische Auseinandersetzung begann, als Nikodem Caro von Ernst Petschek die Mitgift zurückforderte, die seine Tochter nunmehr über den Staatssekretär Otto Meissner für den Fonds des Reichspräsidenten zugunsten notleidender Waldenburger Bergarbeiterfamilien spenden wollte. Ernst Petschek bestritt jedoch, das Geld je erhalten zu haben. Als Caro darauf verwies, dass er die Mitgiftsumme Ignaz Petschek gegen Quittung übergeben habe, verlangte Ignaz Petschek die Vorlage der Quittung.
Caro behauptete daraufhin zunächst, er habe die Quittung im Jahr 1924 beim Aufräumen seines Schreibtischs zusammen mit anderen Papieren vernichtet. Darauf forderte Ignaz Petschek eine Versicherung an Eides statt über die Existenz der Quittung. Diese Versicherung gab Caro jedoch nicht ab und reichte stattdessen eine Zivilklage auf Rückzahlung der Mitgift ein. Kurz vor dem Verhandlungstermin gab er an, die Quittung, „an deren Existenz er selbst fast schon nicht mehr glaubte“, wiedergefunden zu haben. Er weigerte sich aber, das Schriftstück den Petscheks zu übergeben und zog stattdessen die Klage zurück. Caro sagte später aus, dass er mit der Klageerhebung „Ignaz Petschek auf die Probe stellen und sehen wollte, wie weit er (Petschek) zu gehen wagt“.
Zwischenzeitlich hatten jedoch die Petscheks eine gerichtliche Verfügung auf Herausgabe der Quittung erwirkt. Als der Gerichtsvollzieher, begleitet von einem Anwalt der Petscheks, bei Caro erschien, rief Caro theatralisch aus: „Ich habe die Quittung soeben zerrissen und die Papierfetzen in die Toilette geworfen. Nun ist sie auf dem Wege zu den Rieselfeldern.“ Am folgenden Tag erklärte er, dass er nicht die Originalquittung „auf diese radikale Weise vernichtet habe“, sondern nur eine Kopie. Die Originalquittung existiere noch, er habe sie seinerzeit einem Freund in Lemberg, dem polnischen Rechtsanwalt Löwenstein, zur Aufbewahrung gegeben.
In Lemberg konnte das Schriftstück aber nicht gefunden werden; der polnische Anwalt war just zu dieser Zeit verstorben. Statt der Originalquittung oder einer Kopie legte Caro nun eine eidesstattliche Versicherung über den Erhalt der Quittung vor. Daraufhin erstatteten die Petscheks Strafanzeige gegen Caro. Die Staatsanwaltschaft lehnte die Einleitung eines Ermittlungsverfahrens mehrmals ab, Petschek jedoch erhob Beschwerde und der Strafprozess musste durchgeführt werden. Die Anklage lautete schließlich auf versuchten Betrug, Abgabe falscher eidesstattlicher Versicherungen, Urkundenfälschung und Urkundenvernichtung.

## Prozessbeginn
Der Prozess fand im Kriminalgericht Moabit vom 6. Juni 1932 bis zum 23. Dezember 1932 statt. Die Verhandlung war öffentlich und vom ersten Tag an von vielen Pressevertretern gut besucht. Vertreten wurden die Streitparteien von hochdotierten und namhaften Staranwälten. Die Verteidigung von Nikodem Caro übernahmen Max Alsberg, Rudolf Dix und der ehemalige Preußische Justizminister Wolfgang Heine. Als Nebenkläger traten Ignaz und Ernst Petschek auf, vertreten unter anderem von Martin Drucker, Leo Davidsohn und Alfons Roth. Die Anwälte beider Seiten lieferten sich während der Verhandlungstage lebhafte Wortgefechte auf einem hohen intellektuellen Niveau, geprägt von Schlagfertigkeit und Scharfsinnigkeit. Vorsitzender Richter war Kurt Ohnesorge und Max Jäger der Erste Staatsanwalt. Hauptgegenstand des Prozesses bildete die Quittung.
Zunächst erörterte das Gericht nochmals die Zuständigkeit. Dabei erhoben die Anwälte beider Seiten die Nationalität ihrer Mandanten beinahe zum juristischen Faktum und versuchten sich bezüglich der „nationalen Gesinnung“ gegenseitig zu übertrumpfen. Die Nebenklage warf Nikodem Caro vor, er hätte die deutsche Staatsbürgerschaft erst im Laufe der Jahre erworben. Die Verteidigung hielt dagegen, dass Caro als Sohn des deutschen Vizekonsuls Albert Caro in Lodz geboren wurde, aber sich nicht allein durch den Pass seines Vaters, sondern vielmehr durch „sein Bekenntnis zum Deutschtum und seine Leistungen für das deutsche Vaterland als Deutscher auszeichne“. Bei der Diskussion über seine Herkunft und Erziehung zitierte Caro einen unbekannten Religionslehrer, woraufhin ein Anwalt der Gegenseite ihn forsch unterbrach und fragte: „Wer ist dieser Pole?“ Caro feuerte zurück: „Es ist ein besserer Deutscher als Sie.“
Der Kronzeuge gegen Caro, Ignaz Petschek, der bis dahin häufig nach Berlin gekommen war und in den Gerichtsberichten kurzweg als tschechischer „Kohlenkönig“ bezeichnet wurde, lehnte es ab, persönlich vor Gericht zu erscheinen. Es fanden sich Ärzte, die nicht nur bestätigten, dass er für eine Reise nach Berlin zu krank sei, sondern dass er aufgrund einer halbseitigen Lähmung auch nicht schwören könnte. Eher als rhetorische Frage merkte der Richter dazu an: „Herr Ignaz Petschek ist vielleicht als Tscheche zu stolz, um vor einem deutschen Gericht zu erscheinen?“ Caros Rechtsanwalt Alsberg ergänzte: „Wenn ein Ausländer vor einem deutschen Gericht Recht sucht, so muss er sich schon hierher bequemen.“ Nikodem Caro sagte aus, dass Ignaz Petschek nicht kommen werde, da er in Deutschland „geräubert“ habe, und dass sich „dieser Mann bei seinen Aufenthalten in Deutschland niemals meldet, um steuerrechtlich nicht erfasst zu werden.“
Mit dieser Aussage goss Caro eine erste Kanne Öl ins Feuer einer Auseinandersetzung, die das Finanzamt Moabit, als zuständige Steuerbehörde für ausländische Unternehmen, schon seit dem Jahr 1925 mit Ignaz Petschek führte. Sich dessen bewusst, legte Ernst Petschek zusätzlich zu den ärztlichen Attesten mehrere Fotografien dem Gericht vor, die nachweisen sollten, dass sein 75-jähriger Vater derzeit für eine Reise nach Berlin zu krank sei. Als Beweis für die „idealistische Gesinnung“ seines Vaters führte Ernst Petschek mit steigender Erregung aus: „Mein Vater hat schon als 16-Jähriger Schöpfungen der deutschen Literatur gesammelt.“ Er selbst konnte ein Notizbuch seines Vaters finden, das „mit Zitaten von deutschen Dichtern vollgeschrieben“ wäre. Im Übrigen sei Ignaz Petschek noch ein Österreicher deutscher Muttersprache gewesen, als er Nikodem Caro kennenlernte. Letztlich wurde ein Gerichtsdiener nach Aussig geschickt, dem Ignaz Petschek eine eidesstattliche Versicherung aushändigte, dass er eine Quittung niemals unterschrieben habe. Damit stand Eid gegen Eid. Erneut signalisierte Richter Ohnesorge, dass er gewillt sei, die Anklage fallen zu lassen, was laut Aussage von Ernst Petschek sein Vater jedoch verweigerte.

## Prozessführung
Ausführlich berichtete Caro, wie er während des Krieges durch seine Erfindungen, „die für die Kriegsführung bei der Herstellung von Munition von ungeheurer Bedeutung waren, zu einem außerordentlich großen Vermögen gelangte“. Weil er den Ausgang des Krieges frühzeitig „aufgrund intimer Kenntnisse“ vorausgesehen habe, wurden sehr große Barmittel in seinem Hause aufbewahrt. Daher sei es ihm ohne weiteres möglich gewesen, im Dezember 1918 Ignaz Petschek 400.000 Mark zu übergeben. Seinen damaligen durchschnittlichen Monatsverbrauch an Bargeld bezifferte er mit 150.000 Mark und für das Jahr 1932 sein zu versteuerndes Jahreseinkommen mit 800.000 RM. Nach dieser Aussage gab der Sozialdemokratische Pressedienst an rund 200 SPD-Zeitungen die Direktive weiter, dass der „Geheimrat Caro einer der größten Kriegsgewinnler“ sei.
Auf die Frage des Gerichtes, warum Caro ein Dokument zerrissen habe, das für ihn einen Wert von 400.000 Mark darstellte, erwiderte Caro, er hätte in Aufregung gehandelt, zudem leide er an „faustgroßen Nierensteinen“, gerade am besagten Tag habe eine schwere Kolik starke Schmerzen verursacht. Im Übrigen wäre die „ganze Sache eine Falle für den alten Petschek gewesen, um ihn zu einem Meineide zu verleiten“. Der sichtlich irritierte Vorsitzende antwortete: „Ich bemühe mich, für Ihre Motive Verständnis zu finden, aber ich muss sagen, so etwas ist mir noch nicht vorgekommen.“
Noch mehr Unverständnis kam bei der Frage auf, wozu der polnische Rechtsanwalt die Originalquittung des „tschechischen Kohlenkönigs“ brauchte. Caro gab an, dass er hierzu keine genaueren Auskünfte geben könne, da er damals mit Löwenstein gelegentlich bei deutsch-polnischen Wirtschaftsverhandlungen zusammentraf, an denen er (Caro) im Interesse des Deutschen Reiches beteiligt gewesen sei. Exaltiert fügte er hinzu: „Allerdings lag es im Interesse unseres Landes, den Polen über den Tschechen Petschek gewissermaßen die Augen zu öffnen“. Martin Drucker, der Anwalt der Nebenklage, versuchte im Anschluss in einem Kreuzverhör Caro zu verdeutlichen, dass die Aussagen über die abenteuerlichen Umstände des Verschwindens der Quittung keinen Sinn ergeben. Daraus entwickelte sich ein höchst schlagfertiges Streitgespräch. Beispiele:
Caro: „Was Sie da reden, ist Leipziger Allerlei.“
Drucker: „Und ihre Darstellung ist Polnische Wirtschaft.“
Dann ging Drucker auf Caros „faustgroße Nierensteine“ ein:
Caro: „Meinetwegen können Sie meine Nierensteine bekommen.“
Drucker: „Auch auf diesem Gebiet lehne ich Geschäfte mit Ihnen ab.“
Caro: „Wenn ich meine Rolle als Angeklagter ausgespielt habe, werden wir uns beide so sprechen, wie es unter Akademikern üblich ist.“
Als Nächstes rief Rudolf Dix für Nikodem Caros Entlastung Fräulein Mathilde Schneider, die Sekretärin des Lemberger Anwalts in den Zeugenstand. Sie sagte aus, sie habe die Quittung gesehen und sei dabei gewesen, wie ihr Chef die Quittung eines Tages versehentlich zerriss. Darüber hinaus behauptete Fräulein Schneider, ein gutaussehender junger Mann habe in einem Lemberger Café versucht, mit ihr eine nähere Bekanntschaft zu knüpfen und wollte sie im Auftrag der Petscheks zum Stehlen der Quittung bewegen. Zudem wären bei ihrer Ankunft in Berlin ihre Koffer im Hotel aufgebrochen und Dokumente durchwühlt worden. Gleichfalls berichtete Rechtsanwalt Heine im Zeugenstand, er sei in Lemberg während einer Recherchearbeit für seinen Mandanten bespitzelt worden. So wurde nach seinen Aussagen unter anderem eine „blonde Schönheit zwecks intimer Ausforschung“ auf ihn angesetzt. Nachdem diese von ihm 100 Złoty erhielt, habe sie ihm dankbar den Namen ihres Auftraggebers, Petschek, gestanden.
Max Alsberg führte aus, dass „in dem abscheulichen Prozess, den zu führen ich die Ehre habe, das geheiligte Amt des Anklägers unter Missbrauch der Institution der Nebenklage in die Hände eines rachedurstigen Privatinteressenten (Petschek) gefallen“ sei. Allerdings wurde auch seine Prozessführung in mancher Hinsicht als absurd bezeichnet. Beispielsweise äußerte Martin Drucker im Verlauf des Prozesses den Vorwurf, die Verteidigung bräuchte zur Vorbereitung ihrer Anträge länger als ein Huhn zum Eierbrüten. Darauf wandte sich Alsberg an das Gericht mit der Frage: „Wie lange brütet ein Huhn?“ Richter Ohnesorge erwiderte kopfschüttelnd, aber prompt: „28 Tage.“ Nach einer Unterbrechung erklärte Alsberg: „Ich habe mich erkundigt und festgestellt, dass eine Ente 28 Tage braucht, um ein Ei auszubrüten, ein Huhn aber nur 21 Tage.“
Am Rande des Prozesses gelangten Alsberg und Drucker zu der Auffassung, ihre beiden Töchter Renate Alsberg und Renate Drucker könnten sich miteinander anfreunden. Die Väter schickten daraufhin die beiden Teenager zusammen für vierzehn Tage in die Sommerfrische nach Swinemünde. Zum Nikolaustag überreichte Max Alsberg seinen Gegnern, Martin Drucker und Alfons Roth, mitten während der Verhandlung je ein Geschenkpaket mit satirischen Gedichten, hölzernen Klapperschlangen und kleinen Ziegenböcken. Auch Richter Ohnesorge erhielt ein kleines Präsent, eine ein Ei ausbrütende Stoffhenne. Der Nikolaustag spielte im Prozess eine bedeutende Rolle, da laut Angaben von Nikodem Caro der 6. Dezember das Ausstellungsdatum der umstrittenen Mitgiftquittung war.

## Politikum
Die Presse, gleich welcher Couleur, berichtete über ein „lebhaftes Interesse der Anwälte an der Verschleppung des Prozesses, da ihnen jeder einzelne Prozesstag mehr an Honorar einbringe, als den meisten Menschen monatlich, wenn nicht jährlich zur Verfügung stehe.“ Auch liberale und konservative Kreise gingen von einem Missbrauch der Justiz aus. Der bei den Verhandlungen mit anwesende Jurist Carl Haensel veröffentlichte in der damals sehr beachteten Monatszeitschrift Die Tat einen umfassenden Aufsatz über die Prozessführung mit dem Titel „Die Vertrauenskrise der Justiz und ihre Ursachen“. Dazu verfasste er ein Gedicht, das zum 50. Verhandlungstag im Sitzungssaal vorgetragen wurde.
Tatsächlich wurde erst am 67. Verhandlungstag die Beweisaufnahme geschlossen. Allein über die Frage, ob eine Fotokopie verloren gehen kann, wurden zwölf Sachverständige gehört. Die Kosten der Staatsanwaltschaft beliefen sich auf 5.000 RM (entspricht heute etwa 27.300 EUR) pro Sitzungstag. Das Stenogramm kostete pro Stunde 50 RM. Die führenden Anwälte bekamen Tageshonorare, die höher lagen als das Monatsgehalt der Richter. Sehr früh wurde die Vergütung der Petschek-Anwälte bekannt, die in keinem Verhältnis zum Streitgegenstand stand. Allein schon an Martin Drucker zahlte Ignaz Petschek 400.000 RM, genau so viel wie die strittige Mitgift, derentwegen es zu diesem Prozess kam.
Gleichfalls spielten 400.000 Mark offensichtlich auch für Nikodem Caro überhaupt keine Rolle, denn er hatte zwischenzeitlich in Polen eine Belohnung von 300.000 RM für die Auffindung der verlorenen Quittung ausgesetzt. Zum Vergleich: Das monatliche Durchschnittseinkommen aller sozialversicherungspflichtigen Beschäftigten (Arbeiter und Angestellten) betrug im Jahre 1932 rund 138 RM, was heute etwa 800 EUR entspricht. Damit entwickelte sich der Streitfall allen voran in der politisch linken und rechten Presse schnell zu einem Politikum. Aber selbst in seriösen Medien stießen die Prozesskosten sowie die Dauer des Prozesses auf großes Unverständnis. Hierbei ist zu berücksichtigen, dass der Prozess auf dem Höhepunkt der Weltwirtschaftskrise stattfand und die Reichsregierung eine Politik des „Sparens bis zum Äußersten“ betrieb.
Zum eigentlichen Skandal eskalierte der Prozess jedoch erst, nachdem sich die Kontrahenten vor Gericht gegenseitig belasteten. Offengelegt wurden skandalöse Geschäftspraktiken wie Unlauterer Wettbewerb, Steuerhinterziehung, Erpressung, Untreue, Bespitzelung von Anwälten, Bestechung von Reichstagsabgeordneten und Journalisten. Unter anderem hatte vor Beginn des Prozesses ein Abgeordneter des Preußischen Landtags im Auftrag von Ignaz Petschek versucht, sich Informationen über die Staatsangehörigkeit und mögliche Verfehlungen von Nikodem Caro beim Preußischen Innenministerium zu beschaffen. Aber damit nicht genug: Der Informant der Petscheks war Landtagsabgeordneter der NSDAP. Dazu stellte sich heraus, dass der Reichsgerichtsrat Alfred Tittel als inoffizieller „Prozessbeobachter“ auf der Gehaltsliste der Petscheks stand.
Demgegenüber hatte der Preußische Staatssekretär Robert Weismann vor Prozessbeginn im Auftrag von Nikodem Caro verschiedene Beamte im Justizministerium zwecks möglicher Einstellung des Ermittlungsverfahrens kontaktiert. Interessant war die Quelle: Im Kreuzverhör gab die Sekretärin von Nikodem Caro gegenüber der Verteidigung zu, sie habe für Ignaz Petschek monatelang ihren Chef (Caro) bespitzelt und Dokumente sowie seine Korrespondenz nach belastbarem Material durchsucht und dafür Geld von Petschek erhalten. Letztlich war jedoch die Aufdeckung der Verbindung zwischen Caro und Weismann für die Anklage nutzlos. Der vermeintliche Tatbestand bewies vielmehr, dass Caro eine Eskalation vermeiden wollte. Andererseits bemerkte Caro nach dem Kreuzverhör seiner Sekretärin, dass er als Angeklagter zwar unfreiwillig den Prozess führen müsse, aber nun „gegen diese Machenschaften Petscheks zu einem balkanischen Rachefeldzug“ gezwungen sei. Den wahren Charakter seines Gegners habe er schon im Jahr 1927 erkannt, als Ignaz Petschek seinen eigenen Bruder, Julius Petschek, in Prag verklagte und „jeder Schriftsatz von ihm ein Kübel von Unrat“ gewesen wäre.
Absolut politischer Sprengstoff waren Caros Aussagen über die Stellung und Methoden von Ignaz Petschek beim Mitteldeutschen Braunkohlen-Syndikat. Caro zitierte den Bodenreformer Adolf Damaschke, der schon im Jahr 1913 den Satz geprägt haben soll: „Deutschland, hüte dich vor Petschek!“ Demnach sei Petschek ein „skrupelloser Geschäftemacher, getrieben von einer unheimlichen und hemmungslosen Geldgier“. Am Beispiel der Ilse Bergbau AG legte die Verteidigung dar, wie Petschek durch Betrug und feindliche Übernahmen innerhalb kurzer Zeit in verschiedenen mitteldeutschen und ostelbischen Revieren eine Monopolstellung erlangt habe. Caro sagte aus, dass Ignaz Petschek, „um seines Vorteils willens jederzeit bereit wäre, über Leichen zu gehen“. So habe Petschek, „ungeachtet des ungeheuren Elends und als Antwort auf die beim Bergarbeiterstreik im Jahr 1927 erkämpfte, geringfügige Erhöhung der Bergarbeiterlöhne, ungerechtfertigter Weise die Kohlenpreise erhöht und das Reichswirtschaftsministerium mit falschen Angaben betrogen.“ Diese Aussagen bezeichneten Prozessbeobachter als glaubhaft, weil sich Caro damit selbst belastete. So war es Geheimrat Caro selbst, der zu damaliger Zeit als Lobbyist für Ignaz Petschek die Verhandlungen im Reichswirtschaftsministerium geführt hatte.
Auf Grund dieser unter Eid getroffenen Aussagen, entwickelten sich in verschiedenen deutschen Länderparlamenten tagelange Debatten. Unter anderem ließ der Sächsische Landtag prüfen, ob das „Kohlenwirtschaftsgesetz den Willkürlichkeiten der Petscheks Vorschub leiste“ und welche Sanktionen dagegen ergriffen werden können. Das Eindringen der Petscheks in den deutschen Kohlenbergbau hatte schon vor dem Ersten Weltkrieg in hohem Maße die Öffentlichkeit erregt und trug im Oktober 1916 in Sachsen wesentlich zum Erlass eines Sperrgesetzes und im Juni 1918 zur Einführung eines Bergregals für Kohlen bei. Dennoch gewannen die Petscheks nach Gründung der Weimarer Republik einen noch größeren Einfluss und bestimmten vor allem im Mitteldeutschen Braunkohlen-Syndikat die Preise. Der Reichskohlenrat konnte bis dahin nur bedingt gegen das Kartell vorgehen, da ein allgemeinverbindlicher deutsch-tschechoslowakischer Wirtschaftsvertrag die Petscheks schützte.
Ob sich Nikodem Caro und Ignaz Petschek auch nur annähernd über die parteiübergreifend politische Brisanz ihres Rechtsstreits bewusst waren, oder ob sie aufgrund ihres Reichtums glaubten, über den Dingen zu stehen, ist bis heute Gegenstand rechtshistorischer Spekulationen. Der liberale Staatsrechtler Erich Koch-Weser, der sich kritisch mit dem Einfluss von Parteien in Demokratien auseinandersetzte, stellte dazu zeitnah fest: „In dem Familienstreit Caro/Petschek kommt man sogar nicht von der Vermutung los, als ob der Staat durch Eröffnung des Hauptverfahrens unbewusst seine Macht der einen Partei zur Überwindung der anderen zur Verfügung gestellt hätte.“
Zweifelsfrei war der Prozess Wasser auf die Mühlen derer, die täglich in den Straßen proklamierten: „Die Juden sind unser Unglück! Die Juden beuten uns aus!“ Und er war Wasser auf die Mühlen derer, die der Weimarer Republik vielfach „kapitalistische Klassenjustiz“ vorwarfen, für die in diesem Fall feststand, dass so oder so „der Brikett-Konsument für die Prozesskosten aufkommen müsse.“ Ausgiebig nutzten politisch linke Medien die Berichterstattung über den Prozess zur Agitation und Bloßstellung „schwerkapitalistischer Familien und ihrer Lebensweise“, während das Proletariat in Armut und Deutschland in Massenarbeitslosigkeit versinke, und ausgiebig verbreitete die einschlägig reaktionär rechte Presse in ihren Artikeln über den Prozess die altbekannten antisemitischen Stereotype.

## Urteil
Der Prozess brachte noch einige Überraschungen, wendete sich aber letztlich so sehr zugunsten des Angeklagten, dass selbst die Staatsanwaltschaft am 21. Oktober 1932 dessen Freispruch beantragte. Wochen- und monatelang hatte sich das Gericht mit der Aufhellung eines „Tatbestandes“ befasst. Der Erste Staatsanwalt Max Jäger kam in seinem dreistündigen Plädoyer zu dem Ergebnis: „Die äußeren Tatsachen bedeuten in diesem Strafprozess nichts – die Motive alles.“ Das Gericht folgte bezüglich der „Tatsachen“ den Darstellungen der Verteidigung, wonach „eine jüdische Heirat, bei der nicht über eine Mitgift gesprochen wird, ein Unding sei.“ In der Begründung hieß es dazu (Fragmente):

„Das Gericht habe alle Verdachtsmomente erwogen, sei aber zur Überzeugung gekommen, dass ein Nachweis dafür, dass Caro die Mitgift nicht gegeben habe, nicht erbracht wurde. Wenn es keine Mitgift gegeben habe, so müsse die Quittung gefälscht sein. Aber wenn die Quittung gefälscht sei, müsse Caros Forderung deswegen noch nicht unbegründet sein. Jedoch sei es bei dem Verhältnis Caros zu seiner Tochter unwahrscheinlich, dass er ihr keine Mitgift gegeben habe. Ein Racheplan Caros mit erdichteten Ansprüchen sei ebenfalls unglaubwürdig. Dem Angeklagten hätte als Chemiker eine Fälschung sinnlos erscheinen müssen. Schließlich spreche auch gegen seine Schuld, dass er immer darauf gedrungen habe, dass Ignaz Petschek vor einem deutschen Gericht als Zeuge aussage. Das würde er keinesfalls getan haben, wenn er mit einer Fälschung operiert hätte.“

Ferner konnten Caros Tochter und Ehefrau als Zeugen glaubhaft darstellen, dass Ignaz Petschek in den Kolonnaden von Karlsbad großspurig versprach, die 400.000 Mark seinerseits auf 10 Millionen Mark zu erhöhen, und dass sich Frau Caro per Brief dafür nachweislich bedankt hatte. Allerdings sei der „Dank“ verfrüht gewesen, da Petschek die Mitgift niemals erhöhte. Negativ für Ignaz Petschek waren auch die eigenen Ermittlungen der Staatsanwaltschaft und die ihr von anderen Stellen zugestellten Informationen. Speziell die Tatsache, dass Ignaz Petschek vor Prozessbeginn Schmähbriefe über Caro an verschiedene Politiker, Wirtschaftsführer und sogar an den Reichspräsidenten versandt hatte, betrachteten die Richter als gravierend „niederes Motiv“.
Alsbergs Plädoyer begann am 4. November 1932 und dauerte nicht weniger als sechs Tage. Darin stellte er den Prozess als einen „Rekord der Abscheulichkeit“ und als einen Prozess, der „überhaupt nicht hätte stattfinden müssen oder dürfen“ dar. Es war, wie Alsberg es formulierte, „wegen einer Lappalie von der Familie Petschek ein skandalöser Strafprozess provoziert und mit einer nie erlebten Hartnäckigkeit durchgeführt worden, ein scheußlicher Prozess, ein Prozess, so hässlich, so abscheulich, so widerwärtig, wie ich ihn ähnlich noch nicht erlebt habe.“
Da nach 96 Verhandlungstagen dem Angeklagten keine strafbaren Handlungen nachgewiesen werden konnten, verkündete das Gericht am 23. Dezember 1932 den Freispruch Caros. Dem Nebenkläger Ernst Petschek wurden die Gerichtskosten in Höhe von 150.000 Reichsmark, zuzüglich „die dem Angeklagten erwachsenen Kosten“ (Anwaltskosten, Reisekosten der Zeugen und Gutachter etc.) auferlegt. Abschließend bemerkte Richter Ohnesorge: „Ich kann immer noch nicht verstehen, wie man aus einer einfachen Ehescheidung einen europäischen Skandal machen kann.“
Insgesamt wurden während des Prozesses 15 Sachverständige in den Zeugenstand gerufen, darunter einige, die hierfür extra aus Warschau, London und sogar Ottawa anreisten. Zum Zeitpunkt der Urteilsverkündung umfassten die Gerichtsakten 150 Ordner und 12.000 Seiten in Maschinenschrift verfasste Verhandlungsprotokolle. Ernst Petschek legte Revision ein, die am 28. September 1933 vom
Reichsgericht in Leipzig höchstrichterlich abgewiesen wurde. Damit war das Urteil in letzter Instanz rechtswirksam.

## Reaktionen

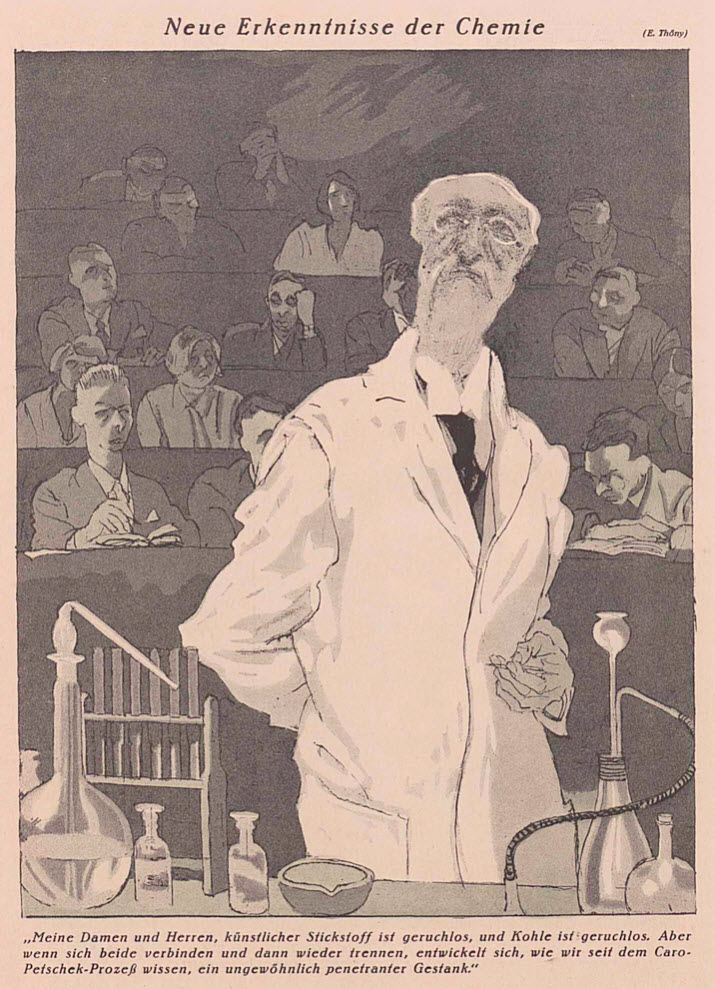
Karikatur von Eduard Thöny zum Caro-Petschek-Prozess im Simplicissimus

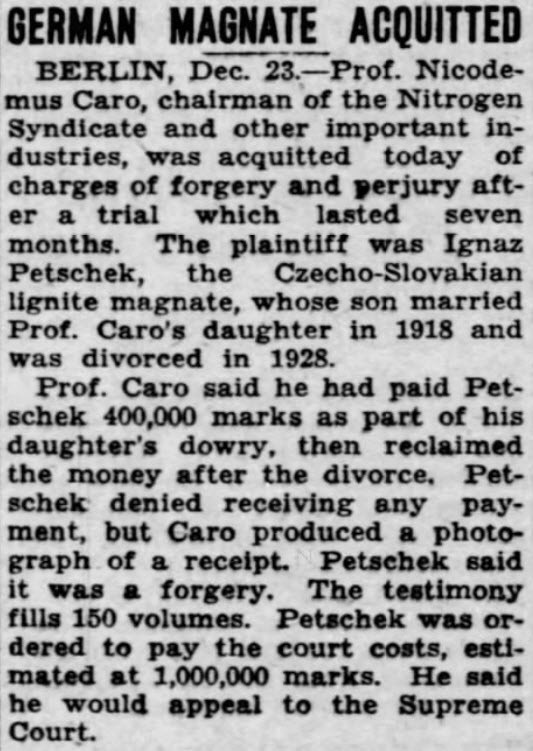
Bericht über den Prozess in der Post-Dispatch of St. Louis

In der Nachkriegsliteratur wurde der Prozess, ausgehend von Alsbergs Biografen Curt Riess, als symptomatisch für die Zeit während des aufkommenden Nationalsozialismus dargestellt. Demnach musste die Reaktion des Publikums eine antisemitische sein: Ein Prozess zwischen zwei Juden, beide bedeutend, beide schwer reich und beide in der Lage, den Apparat der Justiz für sich in Anspruch zu nehmen. Zweifelsohne war die Berichterstattung über das Verfahren in der NS-Presse von Antisemitismus geprägt. Dennoch ist nicht von der Hand zu weisen, dass in der Nachkriegsliteratur der Sachverhalt, von wenigen Ausnahmen abgesehen, aus der Rückschau und einer einseitigen Perspektive betrachtet wurde.
Die heutige Rechtswissenschaft wertet den Fall nicht als spezifisch für die Verhältnisse zu Anfang der 1930er Jahre, sondern als Lehrbeispiel, wie ein banaler, privater Konflikt zu einem „Ewigkeitsprozess“ auswachsen kann, wenn sehr reiche Menschen, getrieben von Rache und vertreten von exzellenten Anwälten, es auf eine Eskalation anlegen und das Gericht nicht willens oder nicht in der Lage ist, die Beweisaufnahme auf das Notwendige zu beschränken. Genau zu dieser Erkenntnis kam bereits die von Carl von Ossietzky herausgegebene Weltbühne, die von Juni bis Dezember 1932 regelmäßig über den Prozess berichtete und am 3. Januar 1933 abschließend dazu festhielt:

„Für die Allgemeinheit [kommt es] viel weniger auf die Hauptfiguren dieses nun – hoffentlich! – erledigten Prozesses an als auf die erschütternde Tatsache, dass es brutale Geldmacht war, die die Einleitung eines solchen Verfahrens ermöglichte und seine Durchführung in diesem Ausmaß erzwang. Wäre hierbei ein Unrecht geschehen, ein Gesetz verletzt worden, so läge ein bedauerlicher Einzelfall vor, über den man sich in der Öffentlichkeit beklagen konnte, aber es ist ja grade das betrübliche, dass derartiges nicht unter Verletzung sondern unter peinlichster Beachtung der gesetzlichen Bestimmungen möglich war. Wären die Petscheks so arm, wie sie in Wahrheit reich sind, und Caro so schuldig, wie er tatsächlich unschuldig ist, nie wäre es zu einem Skandalprozess dieser Art und dieses Ausmaßes gekommen, und wenn das Hauptverfahren eröffnet worden wäre, so hätte es ganz gewiss nicht in solcher Weise und so lange Zeit hindurch die Öffentlichkeit beschäftigt […].“

Weltweit erfuhr der Prozess große Aufmerksamkeit. Unter anderem waren mehrere Reporter aus Österreich, Polen und der Tschechoslowakei von Anbeginn im Gerichtssaal vertreten. Dass die Protagonisten Juden waren, spielte in der ausländischen und – in der Gesamtheit betrachtet – auch in der deutschen Presse keine Rolle. Für die deutsche Auslandswochenzeitschrift Das Echo, die keine bestimmte politische Richtung hatte, bot der Prozess ein „beschämendes Bild menschlicher Schwäche“. Relativ sachlich fasste die Redaktion in ihrer ersten Januarausgabe 1933 zusammen:

„Der Prozess um familiäre Dinge, die keinen Außenstehenden etwas angehen, wurde aufgebauscht zu einem Kampf auf wirtschaftlichem Gebiet und kostete Summen, die gar kein Verhältnis mehr haben zu dem auf dem Papier stehenden Streitobjekt.“

Der jüdische Stegreifdichter Anton Kuh parodierte den Prozess in seinem Stück „Caro und Petschek von William Shakespeare“. Analog der verfeindeten Familien Montague (Romeo) und Capulet (Julia) stellte er den Streit zwischen „Petschek-Montecci“ und „Caro-Capuletti“ als Streit zwischen Braunkohle und Stickstoff, altem und neuem Reichtum, dar. Kuh legte in dem Stück das voyeuristische Interesse zeitgenössischer Skandalblatt-Leser offen, spottete über das Milieu der milliardenschweren Hochfinanz und darüber, dass der Fall mehr als eine Entgleisung Einzelner, vielmehr ein Charakteristikum für die Moral des Kapitalismus sei. Damit trat er in ausverkauften Vorstellungen auf, beispielsweise im Deutschen Schauspielhaus in Hamburg, im Deutschen Künstlertheater in Berlin, im Deutschen Theater in Mährisch-Ostrau und in der Prager Produktenbörse. Auch der Simplicissimus ließ seinen berlinerischen „Klawuttke“ mehrmals meckern, beispielsweise in der Ausgabe vom 13. Dezember 1932:

„Wat der Caro-Prozess is, da muß ick doch saren: is det meechlich! Monate und Monate verpulvarn da reiche Leute ihr Jeld, um ihre schmutzije Wäsche vor aller Öffentlichkeit zu waschen – und dafor hat det Jericht Zeit. For arme Teufels aba, die in een Krawall jeraten sind, jibt et Schnelljustiz mit keene Berufung, obwohl et da Zuchthaus reechnet. Det vasteh und vasteh ick nich! Aba ick vasteh ja vielet nich. Und je mehr ick nachdenke und vasuche, mir een Vers zu machen uff allens, um so wenja vasteh ick det.“

Als Gerichtsreporter für die Frankfurter Zeitung resümierte der Journalist Joseph Roth über das Verfahren in einem umfangreichen Artikel schon am 16. Juli 1932:

„Der Prozess Caro–Petschek gehört zu der echt ansehnlichen Reihe der Prozesse, die das Privatleben einzelner in aufdringlicher Weise enthüllen und die den Eindruck erwecken, als sei es schon so weit, dass sich nicht mehr die öffentliche Neugier an das Private drängt, sondern umgekehrt dieses die Öffentlichkeit zu belästigen anfängt. […] Dieser Prozess, man könnte ihn einen Prozess wider die guten Sitten nennen, wäre durchaus banal und unappetitlich, wenn nicht aus dem ganzen Gewirr von Torheit und
Taktlosigkeit zuweilen ein dunkler, aber tröstlicher Strahl tragischer menschlicher Armseligkeit durchbräche. […] Zahlreich ist das Auditorium bei diesem Prozess: Die neugierigen kleinen Leute lauschen der großen Leute Laster – vielleicht in dem geheimnisvollen Bedürfnis, einmal bei so beispielhafter Gelegenheit die tröstliche Überzeugung zu finden, dass die Großen noch kleiner sind als die Kleinen.“